# Троцько Ярослав Петрович
Ярослав Петрович Троцько (нар. 6 липня 1956, Кисельовськ, Кемеровська область, Росія) — український скульптор.

## Біографія
Народився 6 липня 1956 року в місті Кисельовськ Кемеровської області в родині Петра і Марії Троцьків, депортованих сюди на спецпоселення десятьма роками раніше із села Сілець на Сокальщині. 1960 року родина повернулась до дому. Відбув службу в армії. Від 1973 року навчався і працював у майстерні Євгена Дзиндри. Поступив до Львівського інституту прикладного та декоративного мистецтва, який 1986 року закінчив. Серед викладачів був скульптор Іван Самотос. Паралельно працював у майстерні Якова Чайки. Ще за рік до завершення навчання взяв участь у першій виставці. Працює в галузі станкової та монументальної скульптури. Викладач на відділі скульптури Львівського коледжу імені Труша. Учасник обласних і всеукраїнських виставок. Від 1994 року член Національної спілки художників.
Входив до складу журі конкурсу проектів пам'ятника Володимирові Кубійовичу у Львові 2001 року.

## Роботи
- «Радість Перемоги». Медаль (1985, мідь, гальванопластика, Д-16).[4]
- «Меланхолія» (1987).[5]
- «Пієта» — пам'ятник загиблим у Другій світовій війні у Володимирі-Волинському (1987[6], за іншими даними 1990, кована мідь, висота 220[2]).
- «Дніпро та Дністер» — алегорична композиція в Івано-Франківську (1988, співавтори Яків Чайка, Володимир Федорченко).[7]
- «Сини мої, гайдамаки» (1988).[5]
- Пам'ятник Євгенові Дзиндрі на Личаківському цвинтарі у Львові (1988, співавтор Петро Дзиндра). Реалізовано проект, авторства самого Євгена Дзиндри, який початково призначався на пам'ятник Соломії Крушельницькій.[8]
- «Жіночий портрет» (1990).[5]
- Пам'ятник Тарасові Шевченку в селі Демня (1990, співавтор скульптор Петро Дзиндра, архітектор Олександр Ярема).[7]
- «Двоє» (1991).[5]
- Пам'ятник Іванові Климіву в селі Сілець (1992, вапняк).[7]
- Пам'ятник співакові Павлу Кармелюку на Личаківському цвинтарі у Львові (1993).[7]
- Пам'ятник на могилі родини Патиків на Личаківському цвинтарі у Львові (1997).[7]
- Пам'ятник загиблим повстанцям у селі Калинівка (1993).[5]
- «Сон» (1994).[5]
- «Василь Стус» (1995).[9]
- Пам'ятник академіку Ярославові Підстригачу на Личаківському цвинтарі у Львові, поле № 55 (1996[10], за іншими даними 1994[7], або 1993[5]).
- «Дівочий портрет» (1996).[11]
- Пам'ятник митрополитові Андрею Шептицькому в Яворові (1996, камінь, 2,7 м співавтори Володимир Федорченко, Ф. Штокало).[7]
- Пам'ятний знак на Говерлі (1997).[9]
- «Соломія Крушельницька», ескіз пам'ятника (1998).[12]
- «Роман Безпалків» (1999, тонований гіпс, 65×41×32[2], за іншими даними 2000[13]).
- «Весна» (2000, мармур, 42×40×56).[2]
- Меморіальна таблиця скульптору Євгенові Дзиндрі на вулиці Літній у Львові, де жив митець (2001).[14]
- Пам'ятник на могилі Володимира Робітницького на Янівському цвинтарі (2001).[15]
- Пам'ятник на могилі Романа Чабана на цвинтарі святого Володимира в Оуквіллі поблизу Торонто (2005).[16]
- Проєкт пам'ятника Покрові Пресвятої Богородиці перед церквою Покрови на вулиці Личаківській, 175 у Львові. Здобув друге місце на бліц-конкурсі 2001 року. Архітектор Ярослав Климовський.[17]
- «Сміються, плачуть солов'ї…», серія композицій. Серед них зокрема № 5 «Весна» (1998), № 7 «Поцілунок».[18] Одна з композицій експонувалась на Весняному салоні 2011 року (бронза, 15×25×21).[19]
- Композиція при в'їзді на територію біотехнологічного центру в селі Гряда Жовківського району (бетон).[1]
- Пам'ятник-погруддя на місці загибелі Юрія Липи на хуторі Іваники поблизу Бунова.[7]
- Портрет архітектора Ярослава Климовського.[7]
- меморіальна таблиця Герою Небесної сотні Андрієві Дигдаловичу, на фасаді школи в Сокільниках (2014 рік;  співавторство — архітектор Юлівн квасниця, скульптор Андрій Садовий, художники-ковалі Ігор Паращук, Юрій Ших)[20].